# Кузель
Кузель (нім. Kusel) — місто в Німеччині, розташоване на південному заході землі Рейнланд-Пфальц. Центр однойменного району.
Площа — 14,37 км2. Населення становить 5566 ос. (станом на 31 грудня 2020).